# Bernhard Schleißheimer
Bernhard Schleißheimer (* 14. August 1922 in Unterfinning; † 5. Mai 2020) war ein deutscher Philosoph und Pädagoge. Er war Professor für Philosophie an der Katholischen Universität Eichstätt-Ingolstadt.

## Leben
Schleißheimer war der Sohn des Lehrers Jakob Schleißheimer und von Hedwig, geb. Koeßler, und wuchs in Unterfinning bei Landsberg am Lech auf. Als Achtzehnjähriger wurde er 1940 Soldat an der russischen Ostfront und geriet 1943 in sowjetische Kriegsgefangenschaft. Nach Rückkehr aus der Kriegsgefangenschaft 1948 absolvierte er an der Lehrerbildungsanstalt einen Lehrgang für Spätheimkehrer und war als Lehrer in Fischbach (1950–1952) und München (1954–1962) tätig. Von 1954 bis 1959 studierte er neben seiner Lehrertätigkeit Philosophie, Pädagogik, Geschichte und Byzantinistik an der Ludwig-Maximilians-Universität München, wo er 1958 zum Dr. phil. promoviert wurde; er habilitierte sich mit einer Arbeit zum Thema „Wissen und Glauben“.
Ab 1962 lehrte er bis zu seiner Emeritierung 1987 an der Hochschule in Eichstätt und war dort ab 1970 Professor für Philosophie. Er war von 1970 bis 1972 Rektor der «Pädagogischen Hochschule Eichstätt» und von 1977 bis 1979 Vizepräsident der «Gesamthochschule Eichstätt».
Bernhard Schleißheimer war seit 1948 verheiratet mit Annemarie, geb. Biberger; der Ehe entstammen fünf Kinder.

## Wirken
Hauptlehr- und Forschungsgebiete waren unter anderem die Anthropologie und Kulturphilosophie, philosophische Grundfragen der Pädagogik sowie die Ethik. Mit seiner 2003 publizierten  „Ethik heute“ legte Schleißheimer in Auseinandersetzung mit der griechisch-abendländischen Tradition des ethischen Denkens und zeitgenössischen Philosophen wie Alasdair MacIntyre und Martha Nussbaum eine eigene Ethik vor.
Als letzter Rektor der «Pädagogischen Hochschule Eichstätt» (1970–1972) und Vizepräsident der «Gesamthochschule Eichstätt» (1977–1979) wirkte er 1972 maßgeblich am Zusammenschluss mit der Philosophisch-Theologischen Hochschule an der Errichtung der Katholischen Universität Eichstätt mit. Von 1973 bis 1975 war er als Mitglied eines Strukturbeirates wesentlich beteiligt an den Grundlagen für die Erhebung der Gesamthochschule zur ersten Katholischen Universität im deutschen Sprachraum.
Für seine Verdienste um die Wissenschaft und die Katholische Universität Eichstätt-Ingolstadt wurde er 1986 mit dem Bundesverdienstkreuz am Bande des Verdienstordens der Bundesrepublik Deutschland ausgezeichnet, erhielt 2002 den päpstlichen Silvesterorden und wurde von der Katholischen Universität Eichstätt-Ingolstadt 2012 zum Ehrensenator ernannt.

## Schriften (Auswahl)
- Kosmas Indikopleustes. Ein altchristliches Weltbild. Salzer Verlag, München 1959.
- Der Mensch als Wissender und Glaubender. Herder, Freiburg 1970.
- Sein und Sollen. Zur Frage der theoretischen Begründbarkeit praktischer Normen. Minerva-Publikation, München 1978.
- Die Verantwortung des Erziehers, Vorüberlegungen zu einer Ethik pädagogischen Handelns. In: Vierteljahresschrift für wissenschaftliche Pädagogik. 50 Jg./1984, H. 1., S. 1–17.
- Ethik heute. Eine Antwort auf die Fragen nach dem guten Leben. Königshausen & Neumann, Würzburg 2003, ISBN 3-8260-2512-1.